# ایوان نظروف
ایوان نظروف (روسی: Иван Николаевич Назаров؛ ۱۲ ژوئن ۱۹۰۶ – ۳۰ ژوئیهٔ ۱۹۵۷) یک شیمی‌دان اهل اتحاد جماهیر شوروی سوسیالیستی بود. واکنش حلقه‌ای شدن نظروف در شیمی آلی به افتخار وی ناگذاری شده است.
وی همچنین برندهٔ جوایزی همچون درجه پرچم سرخ شده است.